# Єнорайсьце
Єнорайсьце (пол. Jenorajście) — село в Польщі, у гміні Сейни Сейненського повіту Підляського воєводства.
Населення — 62 особи (2011).
У 1975-1998 роках село належало до Сувальського воєводства.

## Демографія
Демографічна структура станом на 31 березня 2011 року:
|          | Загалом | Допрацездатний вік | Працездатний вік | Постпрацездатний вік |
| -------- | ------- | ------------------ | ---------------- | -------------------- |
| Чоловіки | 28      | 4                  | 19               | 5                    |
| Жінки    | 34      | 7                  | 18               | 9                    |
| Разом    | 62      | 11                 | 37               | 14                   |